# Lipiny (województwo małopolskie)
Lipiny – wieś w Polsce położona w województwie małopolskim, w powiecie dąbrowskim, w gminie Dąbrowa Tarnowska.
| SIMC    | Nazwa    | Rodzaj     |
| ------- | -------- | ---------- |
| 0817592 | Czekaj   | część wsi  |
| 0817617 | Jeziorki | przysiółek |
| 0817600 | Zagrody  | część wsi  |

W latach 1975–1998 miejscowość administracyjnie należała do województwa tarnowskiego.
W miejscowości znajduje się „tysiąclatka” –  Publiczna Szkoła Podstawowa im. Tadeusza Kościuszki; murowany budynek wzniesiono w ramach programu Tysiąc szkół na tysiąclecie państwa polskiego. Budowę rozpoczęto 14 lipca 1959.  Ze starego, małego budynku szkolnego, pochodzącego z około 1920 roku, do nowego przeprowadzono się w grudniu 1960. W 2015 szkoła obchodziła jubileusz 100-lecia.